# Ceci Chuh
Ceci Chuh (* 1991) ist eine deutsche Schauspielerin.

## Leben
Chuh wuchs in Berlin auf und erlernte das Schauspiel autodidaktisch. Sie wurde von der Filmemacherin Pia Marais für die Rolle der Stevie im Spielfilm Die Unerzogenen (The Unpolished) entdeckt, mit der sie auf Anerkennung im Filmgeschäft stieß. Weitere Anerkennungen erhielt sie 2011 für ihre Rolle im Kurzfilm Escape. Der Impro-Spielfilm Umsonst, in dem sie die Hauptrolle spielt, wurde 2014 im Forum Expanded der Berlinale gezeigt.
2014 hatte sie eine Hauptrolle in dem Jugenddrama Von Mädchen und Pferden unter der Regie von Monika Treut. Außerdem übernahm sie 2014 die Hauptrolle in dem Spielfilm Bube Stur von Moritz Krämer, der seine Premiere auf der Berlinale 2015 in der Sektion Perspektive Deutsches Kino feierte. In dem im Frankfurter Drogenmilieu angesiedelten Drama Sin & Illy still alive spielte sie die Titelrolle der Sin. Der Film gewann den Hauptpreis beim Lichter Filmfest 2015 in Frankfurt.
2017 trat sie erstmals als Raquelle in der Youtubeserie Ost Boys auf, in der sie eine Freundin der beiden Hauptdarsteller Slavik Junge (Mark Filatov) und Wadik Junge (Dimitri Tsvetkov) verkörpert. 2020 spielt sie in der Youtubeserie „Talica“ von Dimitri Tsvetkov die Hauptrolle Talica.

## Filmografie (Auswahl)
- 2007: Die Unerzogenen
- 2008: Hilfe, meine Schwester kommt! (Fernsehfilm)
- 2010: Ferne Freunde (Verre Vrienden, Fernsehfilm)
- 2011: Bloch: Der Heiland (Fernsehreihe)
- 2013: Doc meets Dorf (Fernsehserie, Folge Wer glaubt denn noch an Märchen)
- 2013: Heiter bis tödlich: Alles Klara (Fernsehserie, Folge Der allerletzte Gast)
- 2014: Von Mädchen und Pferden
- 2015: SOKO Köln (Fernsehserie, Folge Tod eines Rappers)
- 2015: Schuld nach Ferdinand von Schirach (Fernsehserie, Folge Die Illuminaten)
- 2015: Boy 7
- 2016: Letzte Spur Berlin (Fernsehserie, Folge Verfolgt)
- 2016: SOKO Leipzig (Fernsehserie, Folge Schutzlos)
- 2016: Tatort: Es lebe der Tod (Fernsehreihe)
- 2016: Der mit dem Schlag (Fernsehfilm)
- seit 2017: Ost Boys (Youtubeserie)
- 2018: Charlotte Link – Die Betrogene (Fernsehreihe)
- 2018: Team 13 – Freundschaft zählt
- 2018: Notruf Hafenkante (Fernsehserie, Folge Im Abseits)
- 2021: SOKO Potsdam (Fernsehserie, Folge Mädchen ohne Namen)
- 2021: Die Welt wird eine andere sein
- 2021–2022: Barrys Barbershop (Fernsehserie, 9 Folgen)
- 2022: Extraklasse – On Tour
- 2022: Marie Brand und der entsorgte Mann
- 2023: Polizeiruf 110: Ronny
- 2023: Jenseits der Spree (Fernsehserie, Folge Spurlos)
- 2024: SOKO Stuttgart (Fernsehserie, Folge Schrotti funkt)
- 2024: Das Märchen von der silbernen Brücke (Fernsehfilm)

## Auszeichnungen und Ehrungen
- 2011: Hauptpreis Spielfilm für die Rolle der Jamie in Escape, Flensburger Kurzfilmtage
- 2011: lobende Erwähnung für die präzise und authentische Darstellung der Darstellerinnen in Escape
- 2011: lobende Erwähnung für die Rolle der Jamie in Escape, Internationales Kurzfilm-Festival Hamburg
- 2008: Vorauswahl der Nominierungen für beste darstellerische Leistung für die Rolle der Stevie in Die Unerzogenen, Deutscher Filmpreis
- 2008: Prix Mademoiselle Ladubay als bestes neues europäisches Talent für die Rolle der Stevie in Die Unerzogenen, Filmfestival Premiers plans d´Angers
- 2007: Preis für die beste schauspielerische Leistung für die Rolle der Stevie in Die Unerzogenen, Las Palmas Filmfestival
- 2007: Tiger Award für die Rolle der Stevie in Die Unerzogenen, International Film Festival Rotterdam
- 2007: Nominierung für den Undine Award als beste Filmdebütantin für die Rolle der Stevie in Die Unerzogenen